# 東亜
東亜（とうあ）とは、東アジア地域を指す呼称である。西欧（ここでは西ヨーロッパではなく、ヨーロッパ全体のことを指す）に対するアジア全体を指す呼び名としても使用される。
また、社名等の固有名詞に用いられる場合もある。

## 東亜のつく企業

### 日本
- 東亜キネマ（1923年創業、1932年廃業）
- 東亞特殊電機（1934年創業、1989年改名） - 現在のTOA
- 東亜紡織（1941年に合併により改名） - 現在のトーア紡コーポレーション
- 東亜道路工業（1942年に現在の社名に改名）
- 東亜石油（1942年に合併により改名）
- 東亞合成（1944年に現在の社名に改名） - 正しくは「亞」であり「亜」という文字ではない
- 東亜電気工業（1947年創業）
- 東亜航空（1971年に日本国内航空との合併により東亜国内航空へ改名） - 後の日本エアシステム。現在の日本航空の前身のひとつ。
- 東亜建設工業（1973年に現在の社名に改名）
- 東亜建設技術（1988年に現在の社名に改名）
- 東亜ディーケーケー（2000年に現在の社名に改名）
- 東亜産業 - ディスカウントストアTOAmartを運営する企業
- 東亜プラン

### 韓国
- 東亜日報（1920年創業） - 大韓民国の新聞
- 東亜自動車 - KGモビリティの旧名。

### 国籍不明
- 東亜レジン
- 東亜企画
- 東亜グループ

## 東亜のつく教育機関
- 東亜大学 (1974年開学)
- 東亜学園高等学校 (1923年設立)
- 東亜電気通信工学校 (1941年設立) - 後の大阪電気通信大学高等学校

## 東亜のつく雑誌
- 東亜 (雑誌) - 東アジア情勢の専門雑誌。東亜同文書院の後身である財団法人霞山会が発行

## 東亜のつく団体
- 東亜連盟 - 石原莞爾によって1939年に創設された政治団体。1946年に解散。